# Чжан Шичэн
Чжан Шичэ́н (кит. трад. 張士誠, упр. 张士诚, пиньинь Zhang Shicheng; 1321 — 1367) был одним из руководителей Восстания Красных повязок, приведшего к свержению монгольского ига в Китае.

## Биография
Чжан Шичэн родился в деревне Байцзюй, ныне находящейся в пределах района Дафэн городского округа Яньчэн провинции Цзянсу. Происходил из рода лодочников-перевозчиков соли, и вскоре сам стал возить соль, как казённую монопольную так и «левую» (контрабандную). Но не жадничал, а всегда делился с товарищами и бедными, за что солевозы выдвинули его в руководители, когда они в 1353 году восстали против властей.
На следующий год (1354) в руках повстанцев Чжана был город Янчжоу — крупнейший центр торговли солью, находящийся на Великом канале недалеко от северного берега Янцзы, — и он присвоил себе титул «Великий князь Чэн» (诚王, Чэн-ван).
В 1356 году Чжан Шичэн взял город Сучжоу, главный транспортный и торговый центр Цзяннани, и сделал его столицей подконтрольного ему региона, включавшего значительную часть плодородных низовий Янцзы и производивший более половины всей соли в Китае. Чжан организовал свой государственный аппарат в основном по юаньскому образцу, но с использованием до некоторой степени традиционной китайской номенклатуры. На следующий год (1357) он согласился формально стать вассалом монголов, приняв титул от юаньского двора, и начал поставлять зерно в юаньскую столицу, Пекин, по морю.
Чжан Шичэн продолжал расширять подконтрольную ему территорию до 1363 года, когда он провозгласил себя Великим князем У (吴王, У ван). Он. возможно, следовал примеру своего главного соперника — другого руководителя повстанцев, Чжу Юаньчжана, правившего выше по течению, в Нанкине, который, впрочем, сделал себя (в 1361 году) лишь просто Князем У (吴公, У-гун). Чжу, конечно, не хотел отставать, и в 1364 году тоже повысил себя в ранге до Великого князя У (У-ван).
Многолетняя борьба между двумя «властителями У» закончилась взятием Сучжоу войсками Чжу Юаньчжана в 1367 году. Побеждённого Чжана свезли в Нанкин, где его, согласно некоторым источникам, забили до смерти. А победивший Чжу вскоре провозгласил себя императором всего Китая, основав империю Мин, и наказал город и округ Сучжоу, бывшие оплотом Чжана, непомерными налогами.